# Église de São Bartolomeu de Messines
Pour les articles homonymes, voir São Bartolomeu, Bartolomeu et Messines (homonymie).
L'église de São Bartolomeu de Messines est une église située à São Bartolomeu de Messines dans la municipalité de Silves  de la région de l'Algarve, au Portugal.